# Ordosz (település)
Ordosz (egyszerűsített kínai írással: 鄂尔多斯市, pinjin: È’ěrduōsī Shì) prefektúra szintű város Kínában, Belső-Mongólia Autonóm Terület tartományban. Lakosainak száma 2 153 638 fő (2020).

## Népesség
| 2020 | 2 153 638 |

## Események
- 2012-ben itt tartották a Miss World 2012 nevű szépségversenyt.